# Witborstamazilia
De witborstamazilia (Chrysuronia brevirostris synoniem: Amazilia brevirostris) is een vogel uit de familie Trochilidae (kolibries).

## Verspreiding en leefgebied
Deze soort komt voor in noordelijk Zuid-Amerika en telt drie ondersoorten:
- C. b. chionopectus: Trinidad.
- C. b.  brevirostris: oostelijk Venezuela, Guyana, Suriname en het noordelijke deel van Centraal-Brazilië.
- C. b.  orienticola: de kust van Frans-Guyana.